# Lou Roe
Louis Marquel Roe (* 14. Juli 1972 in Atlantic City) ist ein ehemaliger US-amerikanischer Basketballspieler.

## Laufbahn
Mit 1070 Rebounds stellte Roe an der University of Massachusetts eine Hochschulbestmarke auf. Er spielte bis 1995 für Massachusetts und kam auf Durchschnittswerte von 14,2 Punkte sowie 8 Rebounds je Begegnung.
In der nordamerikanischen NBA setzte er sich nicht durch, Roe bestritt für Detroit und Golden State insgesamt 68 Spiele. Er spielte jahrelang in der spanischen Liga ACB (insgesamt 273 Einsätze), in der Saison 2000/01 wurde er als bester Spieler der Liga ACB ausgezeichnet. In dieser Spielzeit brachte es der US-Amerikaner für Gijón Baloncesto auf einen Mittelwert von 21,8 Punkten je Begegnung. Auch 2003/04 sowie 2004/05 erzielte Roe in der spanischen Liga auf durchschnittlich mehr als 20 Punkte. In den Spielzeiten 2003/04 (20,9 Punkte je Begegnung) und 2005/06 (19,7 Punkte je Begegnung) führte er die Korbjägerliste der Liga ACB an.
Nach dem Ende seiner Spielerlaufbahn kehrte er an die University of Massachusetts zurück und übernahm 2013 organisatorische Aufgaben in der Mannschaftsleitung sowie als Bindeglied zwischen dem Trainerstab, der Verwaltung und dem Lehrkörper. Zeitweise sprang er auch als Assistenztrainer ein. Er war bis 2017 für die Hochschule tätig.
Im Januar 2021 übernahm Roe das Traineramt an der Putnam Vocational Technical Academy in Springfield.

### Nationalmannschaft
1994 nahm Roe mit der Nationalmannschaft seines Heimatlandes an den Goodwill Games teil und gewann die Bronzemedaille.